# 1267 Geertruida
Az 1267 Geertruida (ideiglenes jelöléssel 1930 HD) a Naprendszer kisbolygóövében található aszteroida. Hendrik van Gent fedezte fel 1930. április 23-án, Johannesburgban.